# نوکیا ۲۷۳۰ کلاسیک

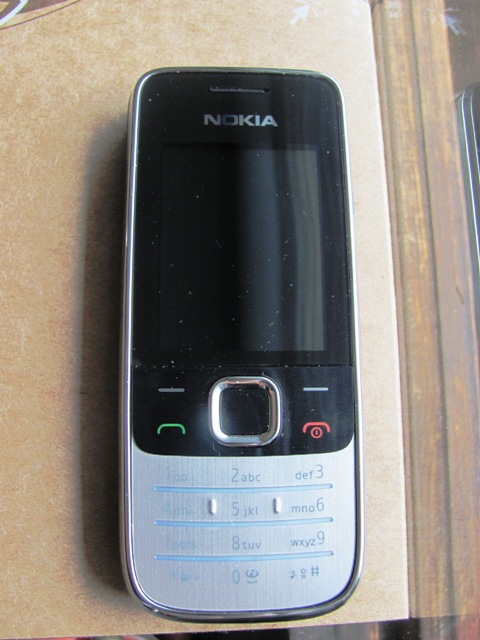
موبایل نوکیا 2730 کلاسیک

نوکیا ۲۷۳۰ کلاسیک یک‌نمونه از گوشی‌های تلفن همراه سری ۲۰۰۰ شرکت نوکیا می‌باشد که توسط همین شرکت به بازار عرضه شده‌است.